# Игумнова, Зоя Петровна
Зоя Петровна Игумнова (8 (21) февраля 1903 — 30 октября 1988) — советский историк, и. о. декана исторического факультета МГУ в 1936—1937 годах, кандидат исторических наук, доцент общеуниверситетской кафедры марксизма-ленинизма/истории КПСС естественных факультетов.

## Биография

### Происхождение
Родилась 8 (21) февраля 1903 года в крестьянской семье в селе Порецкое Алатырского уезда Симбирской губернии. Окончила Порецкую учительскую семинарию.

### Педагогическая деятельность
Несколько лет работала по специальности в Татарской АССР. Работала воспитателем в детских домах города Москвы. Окончила рабфак Академии коммунистического воспитания им. Н. К. Крупской.
В 1926 году переезжает в город Макеевка, куда ее муж был направлен на Макеевский металлургический комбинат.
С 1931 года была доцентом, работала заместителем декана по учебной работе биологического и исторического факультетов в МГУ им. М. В. Ломоносова. Была исполняющей обязанности декана исторического факультета с июня 1936 по июнь 1937 года.
Участвовала вместе с мужем на XVII съезде ВКП(б) 1934 года.
В годы Великой Отечественной войны работала директором Порецкой средней школы.  В послевоенные годы преподавала историю КПСС на географическом факультете МГУ. Читала лекции по дисциплине «Основы марксизма-ленинизма».
Защитила кандидатскую диссертацию по теме «Работницы Москвы и Московской области в годы Гражданской войны». Доцент общеуниверситетской кафедры марксизма-ленинизма, позднее истории КПСС естественных факультетов.
Несколько её бывших студентов вспоминают, что З. П. Игумнова «была очень доступна в общении» или «демократична в общении с нами <студентами — ВП>», на это никак не влияли высокие посты мужа В. В. Кузнецова, кандидата в члены Политбюро. В 1950-е — 1960-е годы, когда около университета ещё не было метро, Игумнова приглашала студентов подвезти их до центра Москвы на правительственной «Чайке», которую присылали за ней после окончания лекций.
Критически настроенных студентов назвала «оппортунистами». В 1972 году приезжала из КНР на столетие Порецкой учительской семинарии.
В 1977-1982 годах на географическом факультете МГУ проводились неформальные ежемесячные встречи с ведущими сотрудниками МИДа, которые организовывала Зоя Петровна Игумнова. В 1979 году преподавала Историю КПСС в МГУ.

## Семья и личная жизнь

### Семья
- Муж — Василий Васильевич Кузнецов (1901—1990), кандидат в члены Политбюро, в 1980-е годы трижды был и. о. председателя Президиума Верховного Совета СССР
  - Дочь — Эра (1928—2018)[6], искусствовед
  - Сын — Валерий (1934—2011)[6],
  - Дочь — Елена (1939—2016)[6],
  - Сын — Александр (1946—2020)[6].

### Увлечения
По воспоминаниям управляющего делами Совета Министров СССР М. С. Смиртюкова Зоя Петровна обожала рыбную ловлю: 

Какая женщина, я просто удивлялся! Кругом сидят мужики и ругаются матом, а она в плаще сидит и молчит. Кузнечихой её за глаза звали. Потом, куда бы я в рыбные места не приезжал на Москву-реку — а Кузничиха уже там сидит. Заядлая рыбачка была.
С 1953 по 1961 год со своим мужем жила в «Доме на Набережной».

## Память
Похоронена на Новодевичьем кладбище.

## Основные труды
- Игумнова З. П. Женщины Москвы в годы Гражданской войны. — М.: Московский рабочий, 1958. — 94 с.
- Игумнова З. П. Партия в борьбе за восстановление народного хозяйства: Лекция / Моск. гос. ун-т им. М. В. Ломоносова. Кафедра истории КПСС естеств. фак. — М.: Изд-во Моск. ун-та, 1962. — 56 с.
- Игумнова З. П. Из истории создания рабфака им. М. Н. Покровского // Вестник Московского университета. Серия «История». — 1970. — № 3. — С. 55-56.
- Игумнова З. П., Смольников А. С. Идеологическая работа ленинской партии среди трудящихся женщин в годы гражданской войны // Вестник Московского университета. Серия «История». — 1980. — № 6. — С. 16—28.

## Адреса
- 1953—1961[4] — Москва, Берсеневская наб., д. 20 (Дом на набережной), кв 16, позднее кв. 180[8].
- Последние годы — Москва, улица Спиридоновка, дом 19[9].